# The Walk
The Walk — шестой студийный альбом российской пост-блэк-метал-группы Second To Sun, выпущенный группой самостоятельно 25 ноября 2018 года. По словам основателя группы, Владимира Лехтинена, альбом «представляется долгим хождением по красоте природы, подальше от черноты и поближе к естеству; бесконечными размышлениями тёмными вечерами».
Альбом вышел в двух изданиях: обычном и инструментальном, вышедшем днём позже.

## Список композиций
| №                   | Название            | Длительность |
| ------------------- | ------------------- | ------------ |
| 1.                  | «We Are Not Alone»  | 5:32         |
| 2.                  | «Black Lines»       | 4:35         |
| 3.                  | «Home»              | 6:04         |
| 4.                  | «From Outer Space»  | 3:17         |
| 5.                  | «The Train 1702»    | 5:00         |
| 6.                  | «The Owls»          | 7:02         |
| 7.                  | «New World Order»   | 4:23         |
| 8.                  | «To Live»           | 4:13         |
| 9.                  | «We Are Alone»      | 3:19         |
| Общая длительность: | Общая длительность: | 43:28        |

## Участники записи
- Владимир Лехтинен — гитара
- Фёдор Боровский — ударные
- Глеб Сысоев — вокал
- Максим Сысоев — бас-гитара